# Michał Buchalik
Michał Buchalik (Rybnik, 3 febbraio 1989) è un calciatore polacco, portiere del Radunia Stężyca.

## Carriera
Cresciuto nelle giovanili del Row Rybnik, nel 2009 viene acquistato dall'Odra Wodzislaw Slaski, con cui ha la possibilità di esordire in Ekstraklasa, massimo livello del calcio polacco. La sua prima stagione da professionista tuttavia termina con una retrocessione. 
Riconfermato come primo portiere nella stagione successiva, Buchalik si mette in mostra in I liga, venendo successivamente acquistato dal Lechia Gdańsk. Nei biancoverdi gioca la prima stagione come portiere di riserva dietro a Sebastian Małkowski, disputando appena una gara. Nella seconda tuttavia viene utilizzato con maggiore frequenza e appena un anno più tardi passa al Ruch Chorzów. Qua resta appena una stagione, giocando ventisette gare. 
Nel 2014 passa al Wisła Kraków, dove resta per diverse stagioni. Dal 2015 al 2017 non scende mai in campo, a causa della rottura del legamento crociato. Nel 2019-2020 torna ad essere titolare della biała gwiazda, partecipando alla salvezza con trentuno gare disputate. 